# Sonaglio
Sonaglio (z italštiny, znamená rolničku nebo chrastítko) je smíšený pěvecký sbor působící v Praze.

## Historie
Sbor vznikl v roce 1987 z odrostlých členů dětského pěveckého sboru Rolnička, který vedl Karel Virgler. Jelikož nechtěl své věrné zpěváky jen tak opustit, založil sbor smíšený. Od té doby se vyměnila většina členů i sbormistr. Od roku 1993 dosud vede sbor Eva Pavelková.

## Repertoár
Sonaglio je žánrově nevyhraněný sbor. Repertoár se tedy pohybuje od renesančních skladeb, přes duchovní, spirituály, lidové písně, až k jazzu a případně i dalším hudebním směrům. Sonaglio pořádá každoročně 3–5 koncertů většinou v Praze, ale příležitostně i v jiných městech.